# جردن آیب
جردن آیب (به انگلیسی: Jordon Ibe) با تلفظ (‎/ˈaɪb/‎; متولد ۸ دسامبر ۱۹۹۵) بازیکن حرفه‌ای فوتبال اهل انگلستان است که هم‌اکنون بازیکن باشگاه بورنموث در پست وینگر است. آیب فوتبال حرفه‌ای خود در سطح بزرگسالان را برای نخستین بار در باشگاه وایکام واندررز در سال ۲۰۱۱ آغاز کرد و سپس فصل بعد از آن به لیورپول آمد. جردن آیب در زمان قرارداد با لیورپول به صورت قرضی در دیگر باشگاه‌ها همچون وایکام واندررز، بیرمنگام سیتی، دربی کانتی و لیورپول بازی کرد که در نیم فصل دوم فصل ۱۵–۲۰۱۴ دوباره به ترکیب لیورپول بازگشت.

## وایکام واندررز
آیب نخستین بازی رسمی خود را در باشگاه وایکام واندررز در ۹ اوت ۲۰۱۱ در جام اتحادیه در برابر کولچستر یونایتد انجام داد که در آن بازی به صورت تعویضی در وقت‌های اضافی وارد بازی شد. جردن آیب در ۱۵ اکتبر همان سال در برابر تیم هارتل پول برای نخستین بار نود دقیقه بازی را در ترکیب اصلی تیم وایکام واندررز قرار داشت. جردن آیب در پایان این فصل با امضای قراردادی جدید راهی تیم لیورپول شد.

## لیورپول
آیب نخستین بار در ۱۶ مارس ۲۰۱۳ بر روی نیمکت لیورپول در پیکارهای لیگ برتر قرار گرفت و نخستین بازی رسمی خود برای این تیم را در هفته پایانی لیگ در برابر کویینز پارک رنجرز انجام داد.

در فصل ۲۰۱۳–۱۴ برای نخستین در بازی برابر تیم ناتس کانتی در ترکیب اولیه قرار گرفت و ۱۲۰ دقیقه در زمین حضور داشت. در ۲۱ فوریه همین فصل، آیب به صورت قرضی تا پایان فصل به تیم بیرمنگام در لیگ چمپیونشیپ پیوست.

در روز ۲۹ اوت ۲۰۱۴ آیب، به صورت قرضی به تیم دربی کانتی پیوست که پس از ۲۴ بازی دراین تیم، توسط سرمربی لیورپول، برندان راجرز در ۱۵ ژانویه ۲۰۱۵ دوباره به تیم لیورپول فراخوانده شد. آیب نخستین بازی خود را چند روز پس از بازگشت دوباره به تیم لیورپول در شهرآورد مرزیساید در برابر اورتون در مسابقات لیگ برتر انجام داد که نتیجه آن بازی ۰–۰ مساوی پایان یافت که وی به عنوان بهترین بازیکن میدان نیز انتخاب شد.

## آمار باشگاهی
| باشگاه            | فصل           | لیگ           | لیگ  | لیگ | جام حذفی | جام حذفی | جام اتحادیه | جام اتحادیه | دیگر جام‌ها | دیگر جام‌ها | مجموع | مجموع |
| باشگاه            | فصل           | دسته          | حضور | گل  | حضور     | گل       | حضور        | گل          | حضور       | گل         | حضور  | گل    |
| ----------------- | ------------- | ------------- | ---- | --- | -------- | -------- | ----------- | ----------- | ---------- | ---------- | ----- | ----- |
| وایکام واندررز    | ۲۰۱۱–۱۲       | لیگ یک        | ۷    | ۱   | ۱        | ۰        | ۲           | ۰           | ۱          | ۰          | ۱۱    | ۱     |
| لیورپول           | ۲۰۱۲–۱۳       | لیگ برتر      | ۱    | ۰   | ۰        | ۰        | ۰           | ۰           | ۰          | ۰          | ۱     | ۰     |
| لیورپول           | ۲۰۱۳–۱۴       | لیگ برتر      | ۱    | ۰   | ۰        | ۰        | ۱           | ۰           | ۰          | ۰          | ۲     | ۰     |
| لیورپول           | ۲۰۱۴–۱۵       | لیگ برتر      | ۵    | ۰   | ۰        | ۰        | ۰           | ۰           | ۲          | ۰          | ۷     | ۰     |
| مجموع لیورپول     | مجموع لیورپول | مجموع لیورپول | ۷    | ۰   | ۰        | ۰        | ۱           | ۰           | ۲          | ۰          | ۱۰    | ۰     |
| بیرمنگام (قرضی)   | ۲۰۱۳–۱۴       | چمپیونشیپ     | ۱۱   | ۱   | ۰        | ۰        | ۰           | ۰           | ۰          | ۰          | ۱۱    | ۱     |
| دربی کانتی (قرضی) | ۲۰۱۴–۱۵       | چمپیونشیپ     | ۲۰   | ۵   | ۱        | ۰        | ۳           | ۰           | ۰          | ۰          | ۲۴    | ۵     |
| مجموع کل          | مجموع کل      | مجموع کل      | ۴۵   | ۷   | ۲        | ۰        | ۶           | ۰           | ۳          | ۰          | ۵۶    | ۷     |